# ارلنباخ (بور)
ارلنباخ (به آلمانی: Erlenbach) یک رود در آلمان است که در نوردراین-وستفالن واقع شده‌است.